# Кикино (Владимирская область)
Кикино — деревня в Петушинском районе Владимирской области России, входит в состав Нагорного сельского поселения.

## География
Деревня расположена на берегу речки Волешка в 24 км на север от города Покров и в 39 км на северо-запад от райцентра города Петушки.

## История
По переписным книгам 1678 года сельцо Кикино значилось за князем Иваном Романовичем Ухтомским, в нем тогда было 6 дворов крестьянских и 4 двора бобыльских с населением 32 души мужского пола.
В конце XIX — начале XX века деревня входила в состав Фуниково-Горской волости Покровского уезда, с 1926 года — в составе Овчининской волости Александровского уезда. В 1859 году в деревне числилось 14 дворов, в 1905 году — 22 двора, в 1926 году — 28 дворов.
С 1929 года деревня входила в состав Телешовского сельсовета Киржачского района, с 1940 года — в составе Ирошниковского сельсовета, с 1945 года — в составе Покровского района, с 1960 года — в составе Петушинского района, с 1962 года — в составе Ивановского сельсовета, с 2005 года — в составе Нагорного сельского поселения.

## Население
| 1859 | 1905 | 1926 | 2002 | 2010 | 2021 |
| ---- | ---- | ---- | ---- | ---- | ---- |
| 97   | ↗114 | ↗123 | ↘4   | ↘0   | →0   |